# Парламентарни избори у Краљевини Србији 1886.
Избори, који су вршени у целој земљи 26. априла 1886. г. протекли су под врло тешким околностима. Тек пре мало времена Србија је изашла из једног рата који није био победоносан и који је земљу коштао врло много у крви и новцу; финансијска снага земље била је исцрпена; нереди после рата нису престајали, праћени опасном хајдучијом која се није могла савладати ни најоштријим мерама. Краљ Милан је у неколико махова помишљао на абдикацију али није абдицирао једино услед отпора председника министарства Гарашанина, као и ради благонаклоног држања Аустрије према његовој личности. На изборе изашли су напредњаци сами с једне, и радикали с либералима, с друге стране. Власт је пооштрила мере које је требало да јој осигурају успех, али су избори ипак дали већину радикалима и либералима, и то такву већину која је једва паралисана на тај начин што је једна трећина именованих посланика била искључиво из редова Напредне странке. Сем тога, избори су вршени тек пет дана после укидања ратног стања, уз строгу полицијску стегу, којој је мах дао сам Гарашанин једним расписом у коме је изјављивао да ће „сваки изборни неуспех сматрати као неискреност и неспособност полицијских органа".
Приликом верификације мандата, 33 мандата опозиције била су оспорена, a местимично су вршени и накнадни избори.